# Arteria pudenda externa superficial
La arteria pudenda externa superficial es una arteria que se origina en la arteria femoral, en su parte medial, cerca de la arteria epigástrica superficial y la arteria circunfleja ilíaca superficial.

## Trayecto y distribución
Tras perforar la vaina femoral (conducto femoral) y la fascia cribiforme, discurre medialmente, cruzando el cordón espermático (o el ligamento redondo del útero en la mujer), para distribuirse hacia el integumento de la parte inferior del abdomen, el pene y el escroto en el hombre, y el labio mayor en la mujer, anastomosándose con ramas de la arteria pudenda interna. Pasa superficialmente al ligamento inguinal.

## Ramas
Emite las siguientes ramas:
- Rama superior o púbica.
- Rama inferior, que se distribuye por el escroto en el hombre y por los labios mayores en la mujer.

## Imágenes adicionales

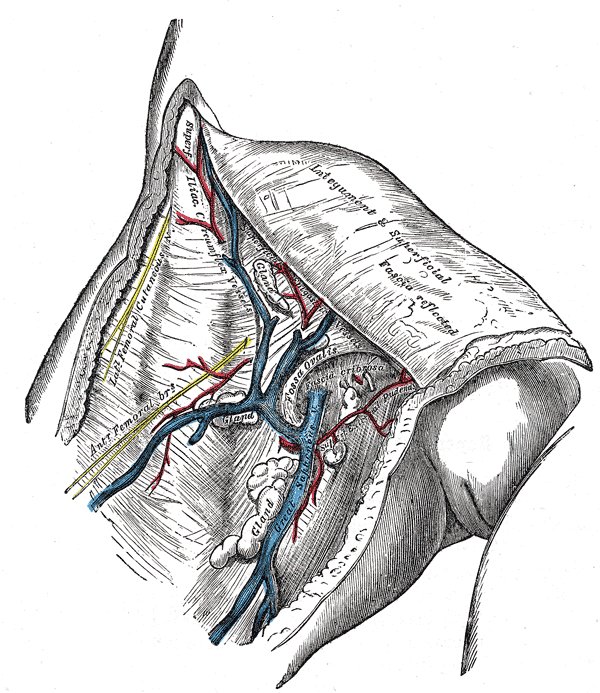
Vena safena magna y sus tributarias en la fosa oval.
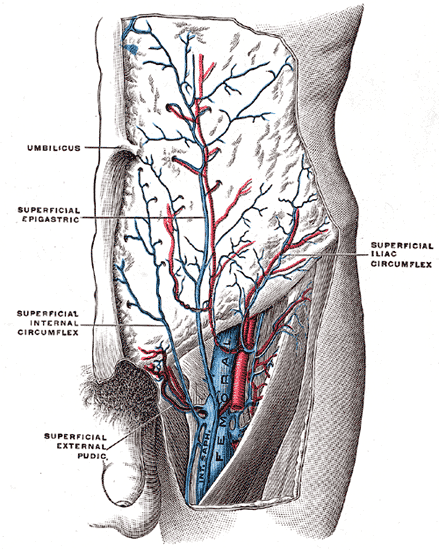
Vena femoral y sus tributarias.
Esquema de las arterias del muslo y la rodilla.